# Fulicaletornis venustus
Fulicaletornis venustus — викопний вид журавлеподібних птахів пастушкових (Rallidae), що існував в еоцені в Північній Америці. Рештки птаха знайдені у відкладеннях формації Бріджер у штаті Вайомінг. Відомий з єдиного фрагмента кінцівки, описаний по рештках правого тибіотарсуса.

## Оригінальна публікація
- O. C. Marsh. 1872. Notice of some new Tertiary and post-Tertiary birds. The American Journal of Science and Arts, series 3 4(19-24):256-262